# Melissodes montana
Melissodes montana är en biart som beskrevs av Cresson 1878. Melissodes montana ingår i släktet Melissodes och familjen långtungebin. Inga underarter finns listade i Catalogue of Life.